# خرس سیاه بلوچی
خرس سیاه بلوچی (نام علمی: Ursus thibetanus gedrosianus) نام یک زیرگونه از خرس سیاه آسیایی است. این زیرگونه که با نام خرس سیاه پاکستانی نیز شناخته می‌شود. این خرس در استان‌های سیستان و بلوچستان، هرمزگان و کرمان در ایران و همچنین در ایالت بلوچستان کشور پاکستان زندگی می‌کند، آمار دقیقی از جمعیت و همچنین میزان تلفات این گونه در اختیار نیست اما به عنوان گونه‌ای در معرض انقراض در فهرست قرمز اتحادیه بین‌المللی حفاظت از طبیعت (IUCN) قرار دارد.
هشت گونه خرس از جمله خرس قطبی، گریزلی، کودیاک، پاندا، خرس قهوه‌ای و خرس سیاه آسیایی در دنیا زندگی می‌کنند که از این میان دو گونه خرس قهوه‌ای و خرس سیاه آسیایی در ایران زندگی می‌کند که خرس سیاه آسیایی از نظر اهمیت حفاظت در کشور ما پس از یوزپلنگ و در رتبه دوم قرار دارد.
خرس سیاه بلوچی یک نوار سفید رنگ به شکل هفت بر روی سینه دارد که آن را از سایر گونه‌ها متمایز می‌کند، عاشق کندوهای عسل و خرما است و ۸۵ درصد رژیم غذایی‌اش را این میوه تشکیل می‌دهد، البته گیاه داز، زیتون، انواع میوه‌ها، حشرات، زباله و لاشه هم مورد پسند این حیوان است و گاهی حتی به شکار جانوران هم می‌رود. در برخی مناطق در فصل زمستان در غارها و شکاف صخره‌ها می‌خوابد، اواخر بهار جفت‌گیری می‌کند و توله‌ها در زمستان به دنیا می‌آیند که معمولاً بین ۱ تا ۳ توله است، توله‌ها حدود ۲ سال همراه مادرند و ماده‌ها در سن ۳ سالگی قادر به زادآوری هستند. این نوع خرس خواب زمستانی ندارد و ۲۵ سال نیز عمر می‌کند. جثه متوسط در بین گونه‌های دیگر خرس‌ها و طول بدن این جانور با توجه به شرایط محیطی و نوع تغذیه ای که انجام می‌دهد متغیر بوده و از ۱۳۰ تا ۱۸۰ سانتی‌متر است.